# Biécourt
Biécourt ([bjeˈkuʁ] ) ist eine französische Gemeinde mit 91 Einwohnern (Stand: 1. Januar 2022) im Département Vosges in der Region Grand Est. Sie gehört zum Arrondissement Neufchâteau (bis 2024 Arrondissement Épinal) und zum Gemeindeverband Communauté de communes de Mirecourt Dompaire. Die Bewohner werden Biécurtiens und Biécurtiennes genannt.

## Geografie

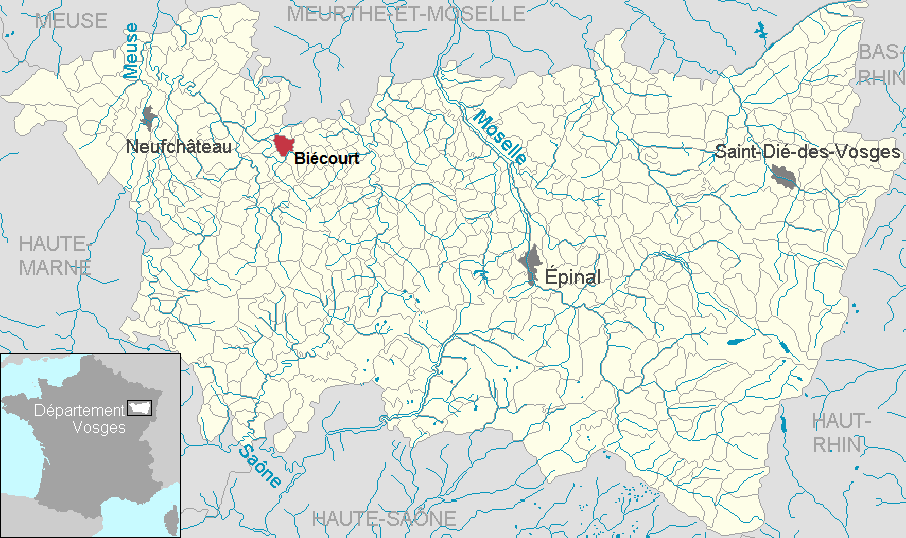
Lage der Gemeinde Biécourt
im Département Vosges

Die Gemeinde Biécourt liegt in der Landschaft Xaintois, etwa 40 Kilometer nordwestlich von Épinal und 40 Kilometer südlich von Nancy. Das Relief des 5,94 km² umfassenden Gemeindegebietes ist wenig gegliedert. Das Oberflächenwasser wird durch die teilweise kanalisierten Bäche Ruisseau de Biecene und Ruisseau du Grand Pré über den Ruisseau le Canal de l'Etang zur Vraine abgeleitet. Die Vraine ist ein Nebenfluss des Vair im Einzugsgebiet der Maas. Abgesehen von der Siedlungsfläche und kleinen Waldstücken im Norden und Nordwesten (Bois de Béhémont, Bois de Velotte) besteht das Gemeindegebiet aus Acker- und Weideland. Nachbargemeinden von Biécourt sind Saint-Prancher im Norden, Totainville im Osten, Ménil-en-Xaintois im Südosten, Gironcourt-sur-Vraine im Südwesten, Morelmaison im Westen sowie Dommartin-sur-Vraine im Nordwesten.

## Geschichte
Aus dem Jahr 1116 stammt ein früher Beleg für die Existenz des Dorfes, das damals Beteli Curtem genannt wurde. Über Bieicort im Jahr 1240 und Byécourt im 17. Jahrhundert entwickelte sich der Ortsname zum heutigen Biécourt.
Im Mittelalter unterstand das Gebiet um Biécourt dem Kapitel Remiremont. Die Pfarrei des Dorfes gehörte zum Dekanat Poussay in der Diözese Toul.

### Bevölkerungsentwicklung
| Jahr      | 1962 | 1968 | 1975 | 1982 | 1990 | 1999 | 2010 | 2022 |
| Einwohner | 130  | 134  | 122  | 118  | 98   | 109  | 87   | 91   |

Im Jahr 1866 wurde mit 269 Bewohnern die bisher höchste Einwohnerzahl ermittelt. Die Zahlen basieren auf den Daten von cassini.ehess und INSEE.

## Sehenswürdigkeiten

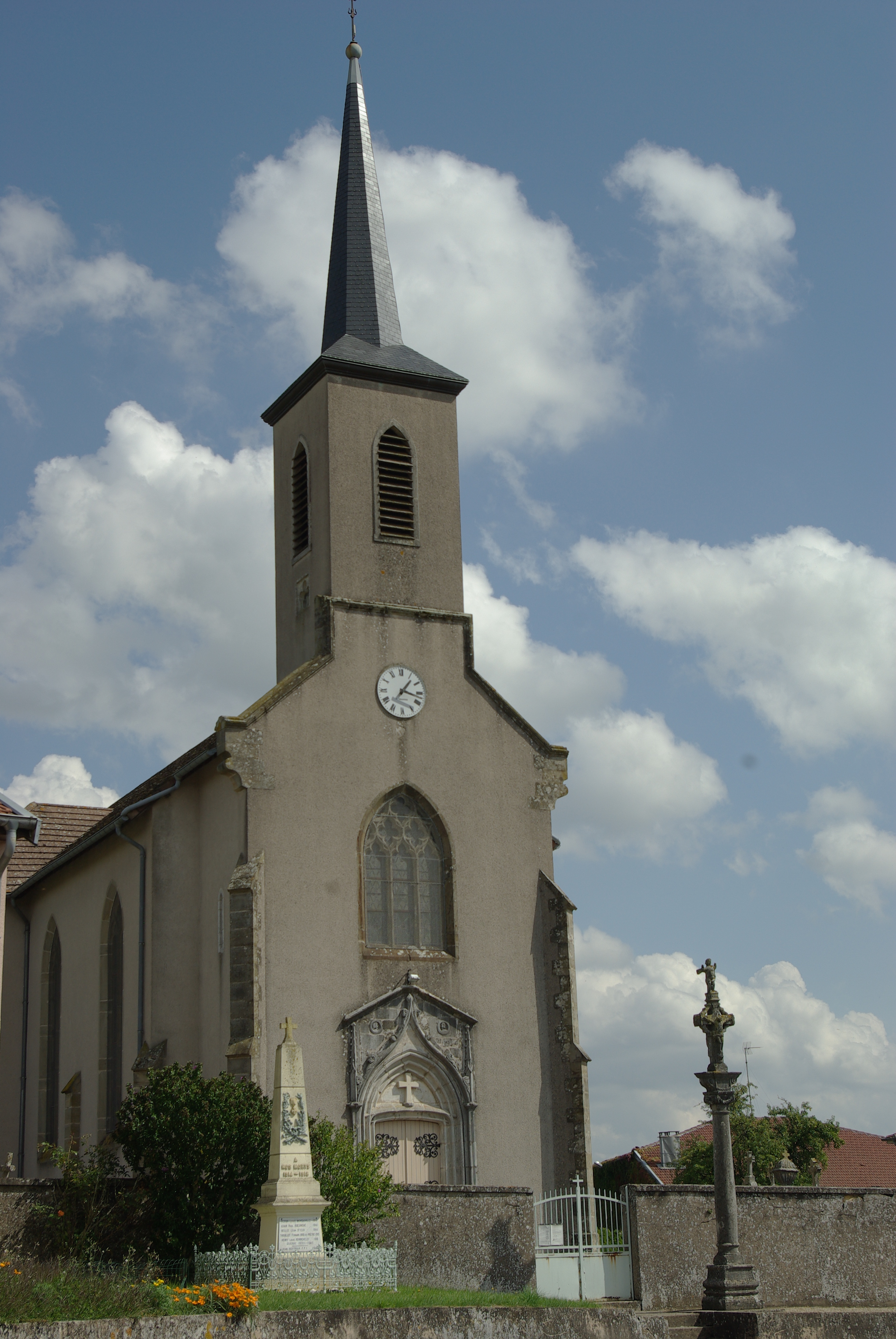
Kirche Saint-Remi

- Kirche Saint-Remi

## Wirtschaft und Infrastruktur
In der Gemeinde sind vier Landwirtschaftsbetriebe ansässig (Kartoffel- und Gemüseanbau, Rinder-, Ziegen- und Schafzucht, Imkerei).
Das Dorf liegt abseits der überregionalen Verkehrsströme. Zwei Kilometer südlich des Dorfes verläuft die teilweise zweistreifig ausgebaute Fernstraße D 166, die von Épinal über Mirecourt nach Neufchâteau führt.

## Belege
1. ↑  vosges-archives.com: Archives communales de Biécourt (1689-1948) (Memento vom 1. Januar 2016 im Internet Archive; PDF; 42 kB, französisch)
2. ↑  Biécourt auf cassini.ehess
3. ↑  Biécourt auf INSEE
4. ↑  Landwirtschaftsbetriebe auf annuaire-mairie.fr (französisch)